# Gabino Vázquez, Guanajuato
Gabino Vázquez är en ort i Mexiko.   Den ligger i kommunen Irapuato och delstaten Guanajuato, i den centrala delen av landet, 280 km nordväst om huvudstaden Mexico City. Gabino Vázquez ligger 1 742 meter över havet och antalet invånare är 344.
Terrängen runt Gabino Vázquez är huvudsakligen platt, men söderut är den kuperad. Terrängen runt Gabino Vázquez sluttar västerut. Runt Gabino Vázquez är det tätbefolkat, med 790 invånare per kvadratkilometer. Närmaste större samhälle är Irapuato, 11,3 km söder om Gabino Vázquez. Trakten runt Gabino Vázquez består till största delen av jordbruksmark.